# Une chaîne pour deux
Pour plus de détails, voir Fiche technique et Distribution.
Une chaîne pour deux est un film belge réalisé par Frédéric Ledoux, sorti en 2008.
Tournée en 2007 dans la province de Hainaut, à Binche et Chapelle-lez-Herlaimont et réalisée avec les moyens du bord, cette comédie qui évoque le monde du travail et les problèmes posés lors des restructurations d'entreprises a été présentée en compétition en 2009 lors du festival international du premier film d'Annonay. Produit par Ripley productions, il s'agit du premier long métrage de Frédéric Ledoux, .

## Synopsis
« Jusqu'où iriez-vous pour sauver votre boulot ? Victor Granville (Patrick Descamps), propriétaire d’une usine de vélos qui porte son nom, apprend qu’il est gravement malade, 
et remet sa PME au groupe « New Deal », une grande entreprise surtout active dans la communication et les médias.
Corinne (Lubna Azabal), une jeune cadre de « New Deal », est nommée à la tête de « Granville » pour restructurer la société et supprimer une des deux chaînes de production.  Pour choisir « équitablement » l’équipe d’ouvriers qui pourra garder son emploi, elle met en place une compétition entre les deux chaînes : celle qui aura produit le plus de vélos sera conservée, et l’autre équipe sera licenciée. Jean-Paul (Gaëtan Wenders) et Bruno (Renaud Rutten), les deux chefs de chaîne, n’ont pas le choix, mais ils jurent d’éviter les coups bas pour préserver leur amitié… Est-ce possible alors qu’ils doivent sauver leur boulot et celui de leur équipe ? »

## Fiche technique
- Titre : Une chaîne pour deux
- Réalisation : Frédéric Ledoux
- Scénario : Frédéric Ledoux
- Photographie : Claude Geens
- Montage : Olivier Calicis
- Musique : Axel de Kirianov
- Son : Quentin Collette
- Décors : Olivier Meyers
- Costumes : Lily Beca
- Société de production : Ripley productions
- Société de distribution : Kinepolis Film Distribution
- Pays d'origine :  Belgique
- Langue : Français
- Format : Couleur — 35 mm — 1,85:1 — Son : Mono
- Genre : Comédie
- Durée : 92 minutes (1 h 32)
- Dates de sortie : 
  - Belgique : 8 octobre 2008

## Distribution
- Lubna Azabal : Corinne, la jeune cadre dépêchée par la Direction du groupe pour restructurer la PME
- Gaëtan Wenders : Jean-Paul, le second chef d'équipe
- Renaud Rutten : Bruno, un des deux chefs d'équipe
- Philippe Résimont : Christophe Messian, le PDG de New Deal
- Patrick Descamps : Victor Granville, le propriétaire vendeur de l'usine
- Stéphane De Groodt : le consultant
- Vivianne Collet : Marthe
- Patrick Mores : Looping
- Hicham Slaoui : Bob
- Julien Collard : Toto
- Bertrand Delaude : Robert Vandormael
- Patrick Albenque : Claude Masset
- Anne Chappuis : Claire Granville
- Jean-Paul Dermont : Raoul
- Éric Godon : Richard Arnoux
- Anne Savaton : Patricia Bach
- Chloé Von Arx: la consultante
- Nicolas Buysse : le moniteur de paint-ball
- Isabelle Paternotte : Myriam Piazza
- Serge Hutry : le ministre
- Richard Wells : Bill Wells
- Véronique Lemaire : l'attachée de presse New Deal
- Catherine Claeys : la secrétaire New Deal
- Toni D'Antonio : le gardien de sécurité
- Benjamin Luypaert : le responsable du parachutisme
- David Pion : le parachutiste
- Max Rensonnet : le jeune cadre
- Camille Ledoux : Camille Piazza
- Chloé Bertinchamps : Manu Piazza
- Carole Trévoux : l'infirmière
- Nicolas Dubois : le barman de l'aéroclub
- Philippe Cochin : le gendarme
- Habitants de la région du tournage (Julien Piret • Philippe Heraux • Luca Biasia • André Stolpaert • Vincenzo Guarente • Samuele Di Trapani • Frédéric Carlier • Christophe Renier • Michel Mahieu • Bernard Dispa • Raymond Adam • Cédric Decock) : les ouvriers